# Eligmodontia puerulus
Eligmodontia puerulus és una espècie de mamífer rosegador de la família dels cricètids. Viu a altituds de fins a 3.000 msnm al nord-oest de l'Argentina, el centre-oest de Bolívia, l'extrem meridional del Perú i el nord-est de Xile. El seu hàbitat natural són els altiplans andins. És una espècie en risc mínim, és a dir, no sembla que hi hagi cap amenaça significativa per a la seva supervivència.